# PGC 1917502
LEDA/PGC 1917502 ist eine Galaxie im Sternbild Coma Berenices am Nordsternhimmel, die schätzungsweise 643 Millionen Lichtjahre von der Milchstraße entfernt ist. Gemeinsam mit PGC 39837 bildet sie ein optisches Galaxienpaar.